# Franjo Džal
Franjo Džal (Bihać, 9. travnja 1906. – Beograd, rujan 1945.), pukovnik Ratnog zrakoplovstva NDH.

## Životopis
Osnovnu školu i gimnaziju završio je u Bihaću, a nižu vojnu akademiju 1924. godine u Beogradu. U vojsci Kraljevine Jugoslavije završio je školovanje za pilota lovca. Slom Jugoslavije u travnju 1941. godine dočekao je s činom majora (bojnika) i pomoćnika zapovjednika 5. zrakoplovne pukovnije u Nišu. U vojnom zrakoplovstvu NDH zapovjednik je 4. lovačke skupine Hrvatske zrakoplovne legije na istočnom bojištu. Ta je skupina neslužbeno nazivana i Džalovom skupinom zbog njegovih mnogobrojnih zračnih pobjeda. Ukupno je odnio 56 zračnih pobjeda nad sovjetskim pilotima. U ožujku 1945. godine postavljen je za glavara Stožera Zapovjedništva vojnog letaštva NDH. Nakon sloma NDH, zarobljen je, a vrhovni sud DFJ u Beogradu, u rujnu 1945. godine osudio ga je na smrt.